# The Massacre
The Massacre es el segundo álbum de estudio del rapero jamaiquino 50 Cent, publicado el 3 de marzo del año 2005. Originalmente en un principio se iba a llamar The St. Valentine's Day Massacre.

## Recepción
En 2005, El álbum vendió 1,14 millones de copias y debutó top 1 en Billboard 200.
En 2015, el álbum ha vendido 5.6 millones desde su lanzamiento de 2005 según Billboard.
En 2020 el álbum fue certificado 6X Platino en Estados Unidos por Recording Industry Association of America por vender 6 millones de copias.

## Lista de canciones
| N.º   | Título | Escritor(es)    | Intréprete original | Duración |  |
| 1.    | «Intro» | Lindsay Collins | Eminem              | 0:41     |  |
| 2.    | «In My Hood»                                                                                                  | Curtis Jackson  | C. Styles           | 3:51     |  |
| 3.    | «This Is 50»                                                                                                  | Jackson         | Sha Money XL        | 3:04     |  |
| 4.    | «I'm Supposed to Die Tonight»                                                                                 | Jackson         | Eminem              | 3:51     |  |
| 5.    | «Piggy Bank»                                                                                                  | Jackson         | Needlz              | 4:15     |  |
| 6.    | «Gatman and Robbin'» (featuring Eminem)                                                                       | Jackson         | Eminem              | 3:46     |  |
| 7.    | «Candy Shop» (featuring Olivia)                                                                               | Jackson         | Scott Storch        | 3:29     |  |
| 8.    | «Outta Control»                                                                                               | Jackson         | Dr. Dre             | 3:21     |  |
| 9.    | «Get in My Car»                                                                                               | Jackson         | Hi-Tek              | 4:05     |  |
| 10.   | «Ski Mask Way»                                                                                                | Jackson         | Disco D             | 3:05     |  |
| 11.   | «A Baltimore Love Thing»                                                                                      | Jackson         | Cue Beats           | 4:17     |  |
| 12.   | «Ryder Music»                                                                                                 | Jackson         | Hi-Tek              | 3:51     |  |
| 13.   | «Disco Inferno»                                                                                               | Jackson         | C. Styles           | 3:34     |  |
| 14.   | «Just a Lil Bit»                                                                                              | Jackson         | Storch              | 3:57     |  |
| 15.   | «Gunz Come Out»                                                                                               | Jackson         | Dr. Dre             | 4:24     |  |
| 16.   | «My Toy Soldier» (featuring Tony Yayo)                                                                        | Jackson         | Eminem              | 3:44     |  |
| 17.   | «Position of Power»                                                                                           | Jackson         | J.R. Rotem          | 3:12     |  |
| 18.   | «Build You Up» (featuring Jamie Foxx)                                                                         | Jackson         | Storch              | 2:55     |  |
| 19.   | «God Gave Me Style»                                                                                           | Jackson         | Needlz              | 3:01     |  |
| 20.   | «So Amazing» (featuring Olivia)                                                                               | Jackson         | J.R. Rotem          | 3:16     |  |
| 21.   | «I Don't Need 'Em»                                                                                            | Jackson         | Buckwild            | 3:20     |  |
| 22.   | «Hate It or Love It (G-Unit Remix)» (bonus track) (featuring The Game, Tony Yayo, Young Buck and Lloyd Banks) | Jackson         | Cool & Dre          | 4:23     |  |
| 57:08 | |                 |                     |          |  |